# Манастир Пива
Манастир Пива је православни манастир из 16. вијека који се налази у Плужинама, у ранијој области средњовековне жупе Пива, на подручју каснијег племена Пива, а део је Епархије Будимљанско-никшићке.

## Прошлост
Манастирска црква Успења Пресвете Богородице подигнута је између 1573. и 1586. године, од стране Митрополита Херцеговачког Саватија Соколовића, потоњег Патријарха Српског. Саватије је био синовац Патријарха српског Макарија и брата Мехмед-паше Соколовића.
Радови манастира су вршени у три наврата: зидање 1573—1586, сликање фресака у главном делу храма 1604—1605, фресака на своду припрате 1604. и живописање остатка припрате 1626. године.
Саватијева задужбина подигнута је на месту где је и раније постојала црква посвећена Успењу Богородице. Пивски манастир је саграђен убрзо пошто је 1557. године Патријарх Макарије Соколовић обновио Пећку патријаршију уз помоћ брата од стрица, великог везира Мехмеда Соколовића. О томе сведочи необична (ктиторска) фреска са ликовима у природној величини, насликана поред јужних врата. Приказан је очигледно Турчин "у ђурку" (Мехмед-паша) који држи у рукама модел цркве, и предаје неком свештеном лицу (Саватију) да је овај поднесе Богородици. Мехмед-паша је заиста помогао са давањем дозволе и новцем, а по предању он је пред смрт послао из Цариграда олово да се покрије црква. Међутим, он је у међувремену умро, а чувши то Турци у Фочи, зауставе транспорт и оловом покрију своју тамошњу џамију. Наводно Смаил-ага Ченгић би се ту пролазећи, свратио и поклонио пред пашом на фресци.
У манастирској ризници се 1937. године помиње "фишектор" Баје Пивљанина. Тај стари српски јунак је наводно устрелио Турчина пред самим црквеним вратима. У зиду је чак остало пушчано зрно из његове пушке испаљено.
Манастир се налазио у саставу Херцеговачке епархије све до 1878. године, када је након ослобођења Старе Херцеговине и њеног прикључења Књажевини Црној Гори донета одлука о оснивању нове Захумско-рашке епархије. Манастир је остао у саставу ове епархије све до 1931. године, када је ова епархија укинута и прикључена Митрополији црногорско-приморској у чијем је саставу остао све до 2001. године када је створена нова Епархија будимљанско-никшићка којој и данас припада. У доба Ровинског манастир је имао воденицу.
Манастир је пренет на нову локацију, 1982. године због изградње хидроцентрале на реци Пиви.

## Архитектура
Гледајући чисто архитектонски, црква је веома једноставна и без неких посебно смелих грађевинских захвата који би изазвали пажњу. Међутим, она, таква каква је, јесте у блиској вези са природним оквиром њеног пејзажа. Сама некадашња околина манастира, опора са веома тешким приступом, сасвим јасно говори о тешким данима у којима је грађена када ју је требало сакрити од турских очију. Управо таква је и њена архитектура.
Оно што одмах привлачи пажњу код цркве јесу њене неуобичајено велике димензије. Дужина цркве (са олтаром) је 23 m, а ширина 15 m. Са висином свода од око 13 m, ствара у унутрашњости веома велики простор. Управо овај велики унутрашњи простор омогућио је да се црква ослика са чак 1.260 m2 фресака. Улазна црквена врата су по опису из 1937. године била изузетно скупоцена и интересантна; блистала су од налепљених белих плоча, начињених од егзотичног материјала - слонове кости.
Манастирска црква је тробродна базилика која у себе укључује три олтарске апсиде и припрату. Интересантно је, и помало неуобичајено, да црква нема ни торња ни куполе. Средњи брод је нешто виши у односу на два бочна. Олтарски простор је троделно разуђен, а апсиде ђаконикона и проскомидије су прилично истакнуте. Црква је зидана од сивих и ружичастих камених блокова неједнаке величине слаганих у неправилне хоризонталне редове. При изградњи употребљени су, судећи по обради камена, и надгробна знамења — стећци. Фасада цркве је једноставна и осим плитких пиластара нема других украса. Стога веома велике зидане површине дају утисак монотоности.
Унутрашњост цркве је прилично тамна. Ријетки прозори на зидовима наоса и централној апсиди су лучног облика. Припрата нема прозора већ отворе који подсјећају на пушкарнице. Кров средишњег брода је двосливни, док су нижи бочни бродови прекривени једносливним кровом. Црква је покривена бакром, а на апсидама ђаконикона и проскомидије задржан је клис којим је некада била прекривена цијела црква.
Колико спољашњост цркве била једноставна, толико је унутрашњост сложенија. Црква има три брода који су међусобно раздвојени ступцима и пиластрима. На њима почивају полуобличасти сводови. Бочни бродови су нижи од средишњег и у сводовима. Наос и припрата су раздвојени затвореним зидом који је искориштен да се у њему сагради велика скривница (тајна капелица, 1937) у коју се улази спиралним степеницама из наоса. Под цркве је прекривен крупним каменим плочама са великим декоративним амвоном од двобојног камена.

## Фреске
Фреске у манастиру Пиви су најобимнији и, свакако, један од најзначајнијих ансамбала зидног сликарстава насталог по обнови Пећке патријаршије и могу се сасвим јасно раздвојити у двије групе, оне у наосу и оне у припрати цркве.
Света гора и Хиландар, с којима сви манастири у земљи и у тешким приликама под Турцима одржавају сталне везе, били су извори духовних сазнања. Одатле долазе обавјештења и о умјетничком стварању и нова тематика иконографског садржаја у коју се, под утицајем са Крита, уводе извјесне новине.
Група сликара која је 1604—1605. године насликала фреске у главном храму манастира Пиве, остварила је изванредно богат иконографски садржај, надахнут умногоме критском умјетношћу тога доба. Судећи по мијешању српских и грчких текстова на свицима пророка представљених у горњим зонама, може се претпоставити да је у овој скупини сликара било домаћих мајстора и Грка.
Игуман пивски кир Симеон, који се бринуо о живописању цркве манастира Пиве, одлазио је у Свету гору прије него што је црква сликана, а и касније, током свог игумановања у Пиви, одржавао је везе са Светом гором, шаљући тамо своје калуђере да преписују књиге за манастир.
Свакако да је овај предузимљиви и учени калуђер, за чије вријеме је у Пиви радила преписивачка радионица, био добро упознат са оним темама којима су фрескописци украшавали зидове манастира у Светој гори, па је добар део тога успио да пренесе у Пиву.
Богатство завјетних тематика којима су украшени зидови наоса омогућила је и сама величина унутрашњег простора. У конхи апсиде је огромна Богородица Платитера, испод које је Небеска литургија, Причешће апостола, импозантна поворка архијереја коју предводе св. Василије Велики и св. Јован Златоусти. У наосу, поред уобичајених јеванђелских циклуса Великих празника и циклуса Страдања Христових, илустрованих веома опширно, међу којима, због богатства илустрованих музичких инструмената посебно издвајамо сцјену Ругања, приказане су и сцјене исцјељења и других дјела Христових, као и догађаји из живота Богородице, светог Јована и других светитеља, а поред њих и ређе сликане представе молитве „О тебе радуетсја“ и јединствене композиције „Јерусалим“, која приказује Богородицу као првог ходочасника, како обилази света мјеста послије Христовог Вазнесења: Јерусалим, Витлејем и Назарет, упућујући будуће поклонике Свете земље шта треба да обиђу; тема је узета из „Legenda aurea“ и веома се ретко илуструје на фрескама. Ова композиција која се у Пиви рано јавља, свакако под палестинским утицајем, врло је популарна током XVIII вијека у Јерусалиму, када се, иконографски обогаћена, често слика на платну па је као „хаџијску икону“ доносе ходочасници из Свете земље.
Док су фреске наоса пивске цркве изузетно остварење по богатству иконографске тематике, у оквиру које је посебно наглашен христолошки циклус описан у дјелима јеванђелиста, фреске у припрати имају, поред умјетничке и иконографске, посебну вриједност као рад познатих домаћих мајстора — сликара попа Страхиње из Будимља и сликара названог кир Козма.
Како нас обавјештава кратак натпис над прозором на сјеверним зиду, живописање припрате започето је такође за вријеме игумана Симеона јеромонаха, 1604. године, сигурно по његовим упутствима.
Посебно мјесто међу фрескама у припрати заузима Химна Богородичиног Акатиста приказана у 24 сцјене на којима су исписани и цитати из Химне. Оно што је посебно битно јесте да су цитати писани српскословенском редакцијом. Страхиња је насликао двије најгорње зоне, које обухватају дио Акатиста (од Првог икоса до Осмог кондака), највећи дио Васељенских сабора (од Трећег до Седмог), неколико сцјена из Дјела апостолских које се односе на апостоле Петра и Павла, илустрацију Приче о милостивом Самарјанину и неке од медаљона са попрсјима светитеља.
Кир Козма, у неким изворима познат и као Јован, наставио је оно што је његов претходник започео, заправо довршио је илустрацију истих тема. Осим тога, насликао је и српске светитеље, св. Симеона Мироточивог, светог Саву и св. Стефана Дечанског. Поред красних врата посебно истиче се композиција у којој свети Сава одлаже ознаке владарског достојанства и приноси Еванђеље Богородици. Сликарство кир Козме оцијењено је највишим оцјенама. Кроз своје слике умио је да удахне живост и љепоту и да палетом њежних свијетлих боја дочара посљедњи одјек српске и византијске умјетности XIV и XV вијека.

## Иконостас
Иконостас манастира Пиве је рађен у три етапе. Најпре су настале три велике Лонгинове иконе 1573/4. године, затим велики дуборезни крст са иконама Пресвете Богородице и Светог Јована Богослова, 1605. године и најзад Козмине иконе рађене 1638—1639, када је иконостас и коначно завршен.
Патријарх Саватије Соколовић је још при зидању манастира у Пиви наручио од Лонгина, јерођакона Пећке патријаршије и тадашњег најбољег сликара, иконописање одређеног броја икона, између осталих и до сада сачуваних Богородице са Христом и пророцима, Христа са апостолима и Успење Богородице. Лонгин је тада имао читав низ радова иза себе. Учествовао је у живописању припрате у Пећкој патријаршији (1561), Богородичине цркве у Студеници (1568—1569), а одмах потом и у Милешеви. Сликао је припрату у Грачаници (1570), фреске у Светом Николи Дабарском (1571) и онда су дошле на ред иконе у Пиви. Касније је радио дио фресака и иконостас у манастиру Ломници (1577), иконе у Великој Хочи (1577—1578), десетак икона за Дечане међу којима је свакако најпознатија велика икона св. Стефана Дечанског (1577).
О његовом раду изречене су најбоље оцјене, а иконе за Пиву урадио је у „најплоднијем раздобљу свога стварања, када је сликао надахнуто, пун топле осећајности. Палета му је богата, светлих живих боја, прозрачно сликаних. Лонгинов светли колорит инкарната, богато изнијансиран, одликује се изванредном свежином, необичном за иконопис тих времена“, како је то описала Аника Сковран.
Велики крст на иконостасу са иконама Богородице и Светог Јована Богослова израђен је 1605. године. Претпоставља се да је његова израда започела можда чак и раније него што је почело фрескописање наоса (1604—1605).
Према натпису на иконостасу, који се налази испод пријестоних икона и иде дуж њихове доње ивице, иконостас је саграђен 1638—1639, пуне 34 године послије крста. Његови ктитори су били јеромонах Теодор Дробњак и јеромонах Мисаил. Израда дрвеног иконостаса и његовог позлаћеног дубореза приписује се кир Козми који је осим дубореза насликао иконе Успења Богородице, Светог Георгија, Светог Саве и Симеона (потпуно уништених ликова у неком од страдања манастира), и у горњем реду иконе Дванаест празника.

## Ризница
Ризница манастира Пиве једна је од најбогатијих и најбоље сачуваних и проучених ризница код Срба. Мало их је данас које могу да се похвале предметима и изгледом из доба свог оснивања. У катихумени цркве (скривници над припратом) у коју из наоса воде тајне степенице израђене у зиду, склањане су пивске драгоцјености кад год је манастир био у опасности. Чести записи о паљењу, рушењу и харању манастира говоре о великом труду и бризи калуђера да сачувају манастирско благо.
Пивска ризница темељи се на предметима које је још старој цркви поклонио Саватије, 1568. године, као јерођакон Пећке патријаршије. У Триоду, који је приложио Пиви, а данас се чува у ризници Цетињског манастира, стоји да је приложио и „јеванђеље, и апостол, и псалтир Црнојевића, и једну одежду-омофор, као и један минеј за мјесец април...“ Саватијев омофор, на коме су свилом извезене представе св. Јована Златоустог, св. Григорија Богослова, св. Василија Великог и св. Николе, као и Псалтир штампан у Црнојевића штампарији 1493. године, и данас су у пивској ризници.
Године 1937. у ризници се налазила драгоценост "Коло Богородице" (из 1691) састављено од 12 лукова, 12 плоча са окачених 12 икона и неколико нојевих јаја. Коло је било везано са 12 ланаца за "небо" цркве, и под њим су вршена заклињања код великих крађа и злочина. Ту је преступник морао да докаже невиност током испитивања, док му је над главом кружило коло, са упаљеним свећама. Поред "кола" драгоцен је и архијерејски престол - оба су била украшена белим коцкицама од слонове кости. Помињу се 1937. године четири рукописа јеванђеља из 16. века, од којих су три била окована у чврсте сребрне плоче. Ту се могло видети и "Часно дрво", које представља мали крст, поклон од Теодосија "Пивца" из 1770. године. У самом крсту је минијатурна кутијица у којој се налазило 11 честица светих мошти.
Кир Саватије је, према томе, основао пивску ризницу још прије почетка градње своје нове цркве, бринући, као ктитор, о свим потребама манастира. Његови насљедници, донатори — знаменити митрополити, епископи, архимандрити, игумани, монаси, народни прваци и јунаци, све до угледног руског дипломате херцеговачког порекла грофа Саве Владиславича, поклањали су Пиви различите предмете исписане побожним завјештањима, остављајући нам тако помен о себи.

## Светиње
У Пивском манастиру се чува неколико светих и чудотворних моштију: света рука краља Уроша Првог Немањића, у олтару дијелови моштију св. Григорија Богослова, св. Григорија Јерменског, св. Свештеномученика Елевтерија, као и 11 дијелова моштију непознатих светитеља. Такође, у манастиру се налази и дио Часног Крста Господњег.

## Занимљивости
2011. је вода вјештачког Пивског језера због суше потекла према кањону и открили су се остаци конака некадашњег манастира Пиве, на првобитној локацији. Игуман манастира је пренео неке људске кости, ту сахрањене, и сахранио их у порти манастира на новој локацији. Поредбом старих фотографија свете обитељи Пиве се види да су то управо ти исти конаци, само што је храм пренесен 2 километра даље.